# Yui Makino
Yui Makino (牧野由依?, Makino Yui; Ise, 19 gennaio 1986) è una cantante, doppiatrice e pianista giapponese.
È conosciuta soprattutto per aver recitato nel ruolo di Sakura nell'anime Tsubasa Chronicle e per alcune canzoni della serie animata Aria. Attualmente lavora per l'etichetta Amuse.

## Biografia
Makino Yui iniziò a studiare pianoforte all'età di quattro anni. All'età di sette anni, il suo talento fu notato dal regista Shunji Iwai, che le chiese di eseguire dei pezzi per tre suoi film: Love Letter, All About Lily Chou-Chou e Hana and Alice. Si è diplomata al Tokyo College of Music in pianoforte nel 2008.
Ha debuttato come cantante nel 2005 con Ogna Magni, prodotto da Yōko Kanno, usato come canzone di chiusura dell'anime Sousei no Aquarion. Nell'aprile dello stesso anno ha anche debuttato come doppiatrice nel ruolo di Sakura in Tsubasa Chronicle, registrandone anche numerose canzoni della colonna sonora.
Tra il 2005 e il 2006 ha pubblicato i singoli Amrita, Undine ed Euforia, per poi pubblicare il suo primo album Tenkyū no Ongaku (2006). Nello stesso periodo ha lavorato a varie canzoni per Aria, e ha dato la voce a Misaki Nakahara in Welcome to the N.H.K...
Nel 2007 si è esibita per la prima volta all'estero, in Cina, come rappresentante del Giappone in uno scambio culturale Cina-Giappone.
Al momento ha all'attivo sei album: Tenkyū no Ongaku (2006), Makino Yui (2008), Holography (2011), Tabi*note (2015), Will (mini album; 2018) e UP!!!! (selection album; 2019).

## Doppiaggio

### Serie TV animate
2005
- Tsubasa Chronicle (Sakura)

2006
- Aria The Natural (Akane) #26
- Welcome to the NHK! (Misaki Nakahara)
- Spider Riders: Oracle of Heroes (Girl) #7\
- Coron-chan (Byobā)
- Demashita! Powerpuff Girls Z (Miko Shirogane)
- Zegapain (May-Yu)
- Tsubasa Chronicle (seconda stagione) (Sakura)

2007
- Kaze no Stigma (Lapis Suirei)
- Bokurano (Aiko Tokosumi)
- Tsubasa TOKYO REVELATIONS (Sakura)

2015

- PriPara (Aroma Kurosu)

2023

- Hirogaru Sky! Pretty Cure (Maria Saotome)

2024
- Fate/strange Fake (Philia)

### Film d'animazione
- Tsubasa Chronicle: la Principessa nel Paese delle Gabbie per Uccelli (Sakura)
- Top wo Nerae 2! & Top wo Nerae! Gattai Gekijō-ban!! (Akaitakami)

### Videogiochi

#### 2009
- Arc Rise Fantasia (Ryfia)

#### 2011
- The Idolmaster: Cinderella Girls (Mayu Sakuma)

#### 2016
- Monster Hunter Stories (Avinia)

#### 2017
- Azur Lane (MNF La Galissonniere)

#### 2021
- Monster Hunter Stories 2: Wings of Ruin (Avinia)

#### 2025
- Persona 5: The Phantom X (Ayaka Sakai)

## Discografia

### Singoli
- 18/08/2005 - Amrita (アムリタ?)
- 21/10/2005 - Undine (ウンディーネ?)
- 26/04/2006 - Euforia (ユーフォリア?)
- 25/10/2006 - Modokashī Sekai No Ue De (もどかしい世界の上で?)
- 24/10/2007 - Sketchbook Wo Motta Mama (スケッチブックを持ったまま?)
- 21/11/2007 - synchronicity (synchronicity?)
- 23/01/2008 - Spirale (スピラーレ?)
- 07/10/2009 - Tanpopo Suisha (タンポポ水車?)
- 03/03/2010 - Fuwa Fuwa (ふわふわ?)
- 10/11/2010 - Ao no kaori (青の香?)
- 27/04/2011 - Onegai Junbraight (お願いジュンブライト?)
- 20/08/2014 - Sasayaki wa Crescendo (囁きはcrescendo?)
- 03/06/2015 - Kimi no erabu michi (君の選ぶ道?)

### Album
- 06/12/2006 - Tenkyū no Ongaku (天球の音楽?)
- 26/03/2008 - Makino Yui (マキノユイ?)
- 06/07/2011 - Holography (ホログラフィー?)
- 07/10/2015 - Tabi*note (タビノオト?)
- 21/03/2018 - WILL
- 20/03/2019 - UP!!!!

### Altro
Per Aquarion:
- Omna Magni (オムナ マグニ?)

Per Tsubasa Chronicle
- Yume No Tsubasa (ユメノツバサ?)
- Eien No Omoi  (永遠の想い?)
- Tsuki No Shijima (つきのしじま?)

Per NHK Ni Yōkoso!:
- Dark Side Ni Tsuitekite (ダークサイドについてきて?)

Per Zegapain:
- CESTREE (CESTREE?)

Per Hoshi no Umi no Amuri:
- Yacchaō Yo! (やっちゃおうよ!?)
- Amuri No Hitori Goto (アムリのひとりごと?)
- Umidori Hana -Amuri Ver.- (海鳥花－アムリVer.－?)